# Draft 1958 de la NBA
1957 1959
La draft 1958 de la NBA est la 12e draft annuelle de la National Basketball Association (NBA), se déroulant en amont de la saison 1958-1959. Elle s'est tenue le 22 avril 1958 à New York. Elle est organisée en 17 tours avec 88 joueurs sélectionnés,.
Lors de cette draft, 8 équipes de la NBA choisissent à tour de rôle des joueurs évoluant au basket-ball universitaire américain. Les deux premiers choix de la draft se décident entre les deux équipes arrivées dernières de leur division lors de la saison 1957-1958. Les équipes NBA avaient la possibilité, avant la draft, de sélectionner un joueur qui venait d'un lycée à moins de 80 kilomètres de la ville et abandonnèrent alors leur premier choix, il s'agit du territorial pick.
Elgin Baylor est sélectionné en premier choix de cette draft par les Lakers de Minneapolis et il remporte le titre de NBA Rookie of the Year à l'issue de la saison.
Trois joueurs sélectionnés dans cette draft ont été intronisés au Basketball Hall of Fame en tant que joueurs, Guy Rodgers Baylor et Hal Greer, tandis que Wayne Embry le fut en tant que contributeur.
Frank Howard (en), sélectionné au troisième tour par les Warriors de Philadelphie, opte plutôt pour une carrière professionnelle dans le baseball et jouera un total de 16 saison au sein de la Major League Baseball (MLB).

## Draft
| ^ | Signale un joueur qui a été intronisé au Basketball Hall of Fame                        |
| + | Signale un joueur qui a été sélectionné pour au moins un match annuel NBA All-Star Game |
| R | Signale le joueur qui a remporté le titre de NBA Rookie of the Year                     |

### Territorial pick
| Rang | Joueur       | Nationalité | Équipe NBA               | Université/Lycée/Club |
| ---- | ------------ | ----------- | ------------------------ | --------------------- |
| TP   | Guy Rodgers^ | États-Unis  | Warriors de Philadelphie | Temple                |

### Premier tour
| Rang | Joueur          | Nationalité | Équipe NBA            | Université/Lycée/Club |
| ---- | --------------- | ----------- | --------------------- | --------------------- |
| 1    | Elgin Baylor^ R | États-Unis  | Lakers de Minneapolis | Seattle               |
| 2    | Archie Dees     | États-Unis  | Royals de Cincinnati  | Indiana               |
| 3    | Mike Farmer     | États-Unis  | Knicks de New York    | San Francisco         |
| 4    | Pete Brennan    | États-Unis  | Knicks de New York    | North Carolina        |
| 5    | Connie Dierking | États-Unis  | Nationals de Syracuse | Cincinnati            |
| 6    | Dave Gambee     | États-Unis  | Hawks de Saint-Louis  | Oregon State          |
| 7    | Bennie Swain    | États-Unis  | Celtics de Boston     | Texas Southern        |

### Deuxième tour
| Rang | Joueur         | Nationalité | Équipe NBA               | Université/Lycée/Club |
| ---- | -------------- | ----------- | ------------------------ | --------------------- |
| 8    | Steve Hamilton | États-Unis  | Lakers de Minneapolis    | Morehead State        |
| 9    | Vern Hatton    | États-Unis  | Royals de Cincinnati     | Kentucky              |
| 10   | Barney Cable   | États-Unis  | Pistons de Détroit       | Bradley               |
| 11   | Joe Quigg      | États-Unis  | Knicks de New York       | North Carolina        |
| 12   | Lamar Sharrar  | États-Unis  | Warriors de Philadelphie | West Virginia         |
| 13   | Hal Greer^     | États-Unis  | Nationals de Syracuse    | Marshall              |
| 14   | Hub Reed       | États-Unis  | Hawks de Saint-Louis     | Oklahoma City         |
| 15   | Jimmy Smith    | États-Unis  | Celtics de Boston        | Steubenville          |

### Troisième tour
| Rang | Joueur            | Nationalité | Équipe NBA               | Université/Lycée/Club |
| ---- | ----------------- | ----------- | ------------------------ | --------------------- |
| 16   | Boo Ellis         | États-Unis  | Lakers de Minneapolis    | Niagara               |
| 17   | Bucky Bockhorn    | États-Unis  | Royals de Cincinnati     | Dayton                |
| 18   | Roy DeWitz        | États-Unis  | Pistons de Détroit       | Kansas State          |
| 19   | John Lee          | États-Unis  | Knicks de New York       | Yale                  |
| 20   | Frank Howard (en) | États-Unis  | Warriors de Philadelphie | Ohio State            |
| 21   | John Nacincik     | États-Unis  | Nationals de Syracuse    | Maryland              |
| 22   | Wayne Embry+      | États-Unis  | Hawks de Saint-Louis     | Miami (Ohio)          |
| 23   | Jim Cunningham    | États-Unis  | Celtics de Boston        | Fordham               |

### Autres joueurs notables sélectionnés
| Rang | Joueur          | Nationalité | Équipe NBA               | Université/Lycée/Club |
| ---- | --------------- | ----------- | ------------------------ | --------------------- |
| 37   | Don Ohl+        | États-Unis  | Warriors de Philadelphie | Illinois              |
| 65   | Larry Staverman | États-Unis  | Royals de Cincinnati     | Thomas More           |
| 86   | Adrian Smith+   | États-Unis  | Royals de Cincinnati     | Kentucky              |

### Note
1. ↑  En amont de la draft, les Knicks de New York acquièrent les droits de  sélectionner Mike Farmer en échange de Dick McGuire des Pistons de Détroit.